# Alfred Hitchcock — Vertigo
Alfred Hitchcock — Vertigo (с англ. — «Альфред Хичкок – головокружение») — компьютерная игра в жанре квеста, разработанная испанской компанией Pendulo Studios и изданная компанией Microids в 2021 году. Игра вольным образом основана на сюжетах фильмов Альфреда Хичкока, в частности — «Головокружение» (1958). Сюжет игры повествует о человеке по имени Эд Миллер, который проходит курс терапии для того, чтобы справиться с таинственными последствиями автомобильной аварии.
Pendulo и Microids объявили о Vertigo в начале 2018 года во время разработки их игры Blacksad: Under the Skin. Она была впервые показана на мероприятии Guerrilla Collective Showcase в июне 2021. Выпуск игры на Windows состоялся 16 декабря 2021 года, релиз на игровых консолях состоится в 2022 году.

## Игровой процесс
Alfred Hitchcock — Vertigo — это квест, действие которого происходит в трёхмерном мире. Игрок будет управлять тремя персонажами, а упор в игре будет сделан на разгадку тайн, связанных с воспоминаниями. Гемплейно игра значительно отличается от старых работ Pendulo Studios и больше похожа на Blacksad, Heavy Rain или игры Telltale, то есть большую часть времени занимают неинтерактивные сцены, диалоги (иногда с возможностью принимать решения, которые на основной сюжет влияния не окажут), редкие QTE-вставки и изучение небольших локаций на предмет поиска активных точек. Как таковые головоломки в классическом понимании («пятнашки», поиск ключей, комбинирование предметов и т. п.) фактически отсутствуют.

## Сюжет
В Vertigo рассказывается история Эда Миллера, писателя, жизнь которого изменилась после автомобильной аварии. И хотя он загадочным образом остался невредим, он утверждает, что его девушка и дочь, пропавшие без вести, были с ним в машине. Получив травму и испытывая сильное головокружение, он отправляется на терапию для того, чтобы узнать, что же с ним произошло. Его старый знакомый приглашает опытного психиатра и психотерапевта доктора Ломас для проведения сеансов с целью излечения Эда. Доктор является вторым главным игровым персонажем и по мере развития сюжета она начинает понимать, что Миллер — не обманщик, а жертва хитроумно составленного плана. В то же время третий главный игровой персонаж — шериф Рейес — не верит Миллеру, но тесное сотрудничество с доктором Ломас позволяет последней переубедить его. По ходу сюжета игроку предстоит управлять не только этими тремя героями, но и Эдом в детстве, а также ещё одним важным персонажем.

## Разработка
Издатель Microids и разработчик Pendulo Studios впервые объявили о Vertigo в марте 2018 года во время создания игры Blacksad: Under the Skin. Издание Rock, Paper, Shotgun сообщило о том, что компания Microids приобрела лицензию на «имя и подобие» режиссёра Альфреда Хичкока, а сама Microids сообщила о том, что игра будет «вольным образом» вдохновлена его фильмом «Головокружение» (1958), прежде всего в эстетике и тематике. В ноябре 2020 года компания Pendulo сообщила о том, что разработка игры уже «весьма продвинулась».
Впервые игра была показана на мероприятии Guerrilla Collective Showcase на выставке E3 в июне 2021 под названием Alfred Hitchcock — Vertigo. В то же время нарративный дизайнер Хосуэ Мончан назвал игру «вольно вдохновлённой» «Головокружением» Хичкока, но при этом также отметил, что фильм был «не единственной нашей отправной точкой». Он также упомянул о том, что среди прочих на него повлияли хичкоковские «Ребекка» (1940), «Заворожённый» (1945) и «Психо» (1960). Издание /Film сообщило о том, что команда «изучала операторскую работу Хичкока» (включая знаменитый Vertigo shot, или dolly zoom) и пыталась опираться на эстетику загадочных фильмов и триллеров. Первоначально выход Vertigo от Pendulo для Windows и игровых консолей был намечен на четвёртый квартал 2021 года. В августе 2021 консольные версии были перенесены на 2022.

## Отзывы
Издание Riot Pixels оценило игру на 77 %. К достоинствам были отнесены сюжет, атмосфера, к недостаткам — технические неполадки, скромный бюджет игры..

### Пререлизный обзор
Реагируя на объявление о Vertigo на мероприятии Guerrilla Collective Showcase сайт Jeuxvideo.com назвал её одной из «10 инди-игр привлекших наше внимание» во время выставки E3 2021 года. В The Guardian обозреватель Стюарт Хэритэдж написал, что Vertigo его «взволновало», потому что это не буквальная адаптация работы Хичкока.